# Распопов, Николай Никифорович
Никола́й Ники́форович Распо́пов (1862—1917) — участник Первой мировой войны, наказной атаман Уральского казачьего войска (июль 1916 — март 1917 года), генерал-майор.

## Биография
Родился 9 мая 1862 года. Получил образование в 3-й Московской классической гимназии.
С 1879 по 1881 год учился во 2-м Константиновском училище, по окончании которого был выпущен в чине прапорщика в 4-ю резервную артиллерийскую бригаду, в этом же году произведён в чин подпоручика. В 1892 году окончил Императорскую Николаевскую военную академию по 1-му разряду, в этом же году произведён в чин штабс-капитана. С ноября 1892 года в должности старшего адъютанта штаба войск Семиреченской области. В 1894 году произведён в чин капитана, с октября 1896 года назначен на должность обер-офицера для особых поручений при штабе Омского военного округа, с октября 1896 года — старший адъютант штаба 12-й пехотной дивизии. В апреле 1899 года произведён в чин подполковника. С января 1900 года — младший делопроизводитель канцелярии военно-учёного комитета Главного Штаба. С января 1902 года — военный агент в Вашингтоне (США). В апреле 1903 года произведён в чин полковника. В августе 1907 года назначен на должность командира 117-го пехотного Ярославского полка.
В марте 1912 года произведён в чин генерал-майора, с формулировкой «за отличие» и назначен на должность командира 1-й бригады 11-й Сибирской стрелковой дивизии (штаб бригады располагался в г. Томске).
Участник Первой мировой войны. С апреля 1915 года — начальник штаба 34-го армейского корпуса. С июля 1916 года назначен на должность наказного атамана Уральского казачьего войска.
В феврале 1917 года выехал из г. Уральска в Санкт-Петербург, где трагически погиб в ходе уличных беспорядков в марте (или апреле) 1917 года.
Исключен из списков умершим 4 апреля 1917 года.

## Награды
- Орден Святого Станислава 3 степени (1895)
- Орден Святой Анны 3 степени (1901)
- Орден Святого Станислава 2 степени (1905)
- Орден Святой Анны 2 степени (1908)
- Орден Святого Владимира 3-й степени (1913)
- Орден Святого Станислава 1 степени с мечами (1915)